# Kanadisches Bier
Kanadisches Bier hat eine mehr als 350-jährige Tradition. Bierbrauen gibt es in Kanada seit mindestens 1668. Mit der britischen Epoche nahm der Bierkonsum zu, die meisten Städte wiesen bis zur Prohibition in Kanada eine oder mehrere Brauereien auf. Erst nach Ende der nationalen Prohibition konnte sich der Markt ab 1920 erholen. Zwischen den 1970er Jahren und 2006 sind die meisten der größeren Unternehmen nicht mehr in kanadischer Hand, sieht man von Moosehead ab. Der Bierkonsum ist allerdings seit Mitte der 1970er Jahre rückläufig, Wein wird zunehmend bevorzugt. Den regionalen Traditionen folgen einige kleine Brauereien.
Gleichbleibend 10 % des Bierverkaufs war Fassware. Während noch vor wenigen Jahren Dosenbier und Flaschenbier in gleicher Menge verkauft wurden, liegt das Verhältnis inzwischen (2016) bei 56 % Dosenbier und 34 % Flaschenbier. Dabei veränderte sich der Markt. Während es 2015 nur noch 564 Brauereien gab, stieg ihre Zahl bis 2020 auf 1020. Dabei sank der Konsum von Importbieren stark, deren Anteil bei 15,4 % lag, während der Konsum heimischer Produkte auf dem gleichen Niveau blieb. Im gleichen Zeitraum 2015 bis 2020 sank der Pro-Kopf-Konsum von 79,3 auf 69,3 Liter (zum Vergleich lag der entsprechende Konsum in Deutschland bei 102,9 bzw. 92,4 Litern). 2020 lag die Gesamtproduktion bei 22.674.000 hl. Der Anteil des Dosenbiers lag 2020 bei 74 %, Flaschenbier lag bei 21 %.

## Geschichte

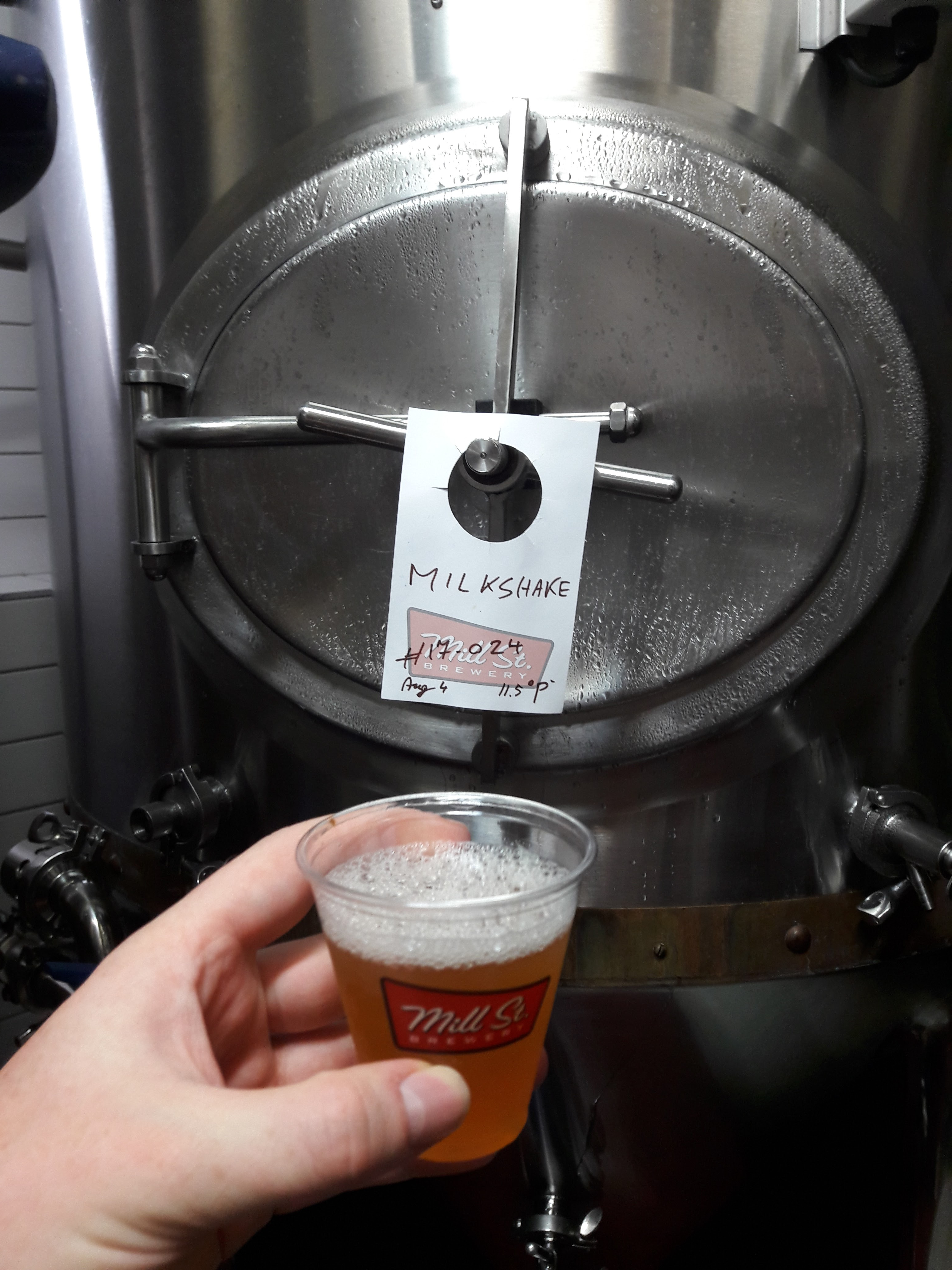
Verkostung eines hopfenlosen Craft Beers

Bier wurde von europäischen Siedlern Anfang des 17. Jahrhunderts eingeführt. Die erste gewerbliche Brauerei wurde 1668 in Québec errichtet. Zu weiteren Brauereigründungen kam es durch John Molson 1786 in Montreal, durch Alexander Keith 1829 in Halifax und durch Eugene O’Keefe 1891 in Toronto. Die Carling Brauerei entstand 1840.
Die Prohibition führte zwar zu einem starken Rückgang der Bierproduktion, doch verschwand sie nie ganz. Darüber hinaus sah man in Kanada schon früher die Erfolglosigkeit ein als in den USA und setzte den Verboten ein Ende. Nur auf Prince Edward Island blieb die Prohibition von 1901 bis 1948 bestehen. Da offiziell nicht mehr gebraut werden durfte, kam es erst nach dem Ende der Verbote zu einem Wiederaufleben zahlreicher Kleinbrauereien.
Im Laufe der 1970er Jahre kam es zu einem starken Konzentrationsprozess, an dessen Ende drei Unternehmen den Markt beherrschten. Diese waren Molson, Labatt und Carling-O’Keefe. Labatt wurde 1995 vom belgischen Konzern Interbrew aufgekauft, das selbst inzwischen zum brasilianisch-belgischen Unternehmen Anheuser-Busch InBev gehört, der größten Brauerei der Welt. Molson verschmolz 2005 mit der US-amerikanischen Coors Brewing Company. Daraus ging die Molson Coors Brewing Company hervor, heute die fünftgrößte Brauereigruppe der Welt.  Sleeman Breweries wurde wiederum 2006 von der japanischen Sapporo Beer aufgekauft. Ende 2006 wurden damit rund 90 % des kanadischen Biers von ausländischen Unternehmen produziert oder in Lizenz an kanadische Unternehmen vergeben. Die Marktführer sind die Brauereien Molson und Labatt. Ihre beiden Hauptmarken sind das Molson Canadian und das Labatt Blue sowie einige Nischenprodukte.
Nur Moosehead mit Sitz in Saint John (Provinz Neubraunschweig) ist als Großbrauerei noch in kanadischem Besitz. Das Unternehmen besteht seit 1867 und ist seit der Gründung im Besitz der Oland-Familie, und damit in der sechsten Generation.
An vielen Orten bestehen sogenannte Kleinstbrauereien (Microbreweries), die regionale Besonderheiten oder ein lokales Publikum versorgen. So beziehen sich Québecer Biere eher auf nordfranzösische und belgische Brautraditionen, im atlantischen Kanada dominieren britische Biere. In Ontario findet man Biere nach deutscher Tradition, aber auch nach solchen des Mittleren Westens der USA. British Columbia hingegen ist weniger von Großbritannien als von Kalifornien beeinflusst, von wo etwa Grundsätze der Umweltverträglichkeit und Reinheit ebenso importiert wurden wie die Zugabe von Fruchtsäften.
Bis 1961 war die übliche Größe der Bierflaschen entweder quart, also 625 ml, oder pint (341 ml), die heute an einigen Orten wieder anzutreffen sind, so etwa in der Gastown von Vancouver. Nur noch gelegentlich fand man danach die größere Flasche, die kleinere wurde häufig als „stubby“ bezeichnet. Zwanzig Jahre lang dominierte diese etwas breitere und kurze Flasche den Markt, bis sich schmale, lange Flaschen nach amerikanischem Vorbild zwischen 1982 und 1986 durchsetzten. Als letzte Marke gab Labatts Crystal die Stubby-Form auf.
Von 1976 bis 2009 ging der Bierkonsum zugunsten des Weins pro Kopf von 115,2 Liter auf 83,5 Liter zurück. Insgesamt waren es 2009 2,3 Milliarden Liter, die in Kanada verkauft wurden. 1999 stammten von der Gesamtmenge nur 6 % aus dem Ausland, 2016 bereits 15 %.